# 東京税関
東京税関（とうきょうぜいかん）は日本の税関。東京都江東区に主たる事務所を置く。横浜税関の管轄外の東北地方南部、関東地方及びその周辺の県を管轄する。1953年（昭和28年）に横浜税関から分離した。

## 歴史

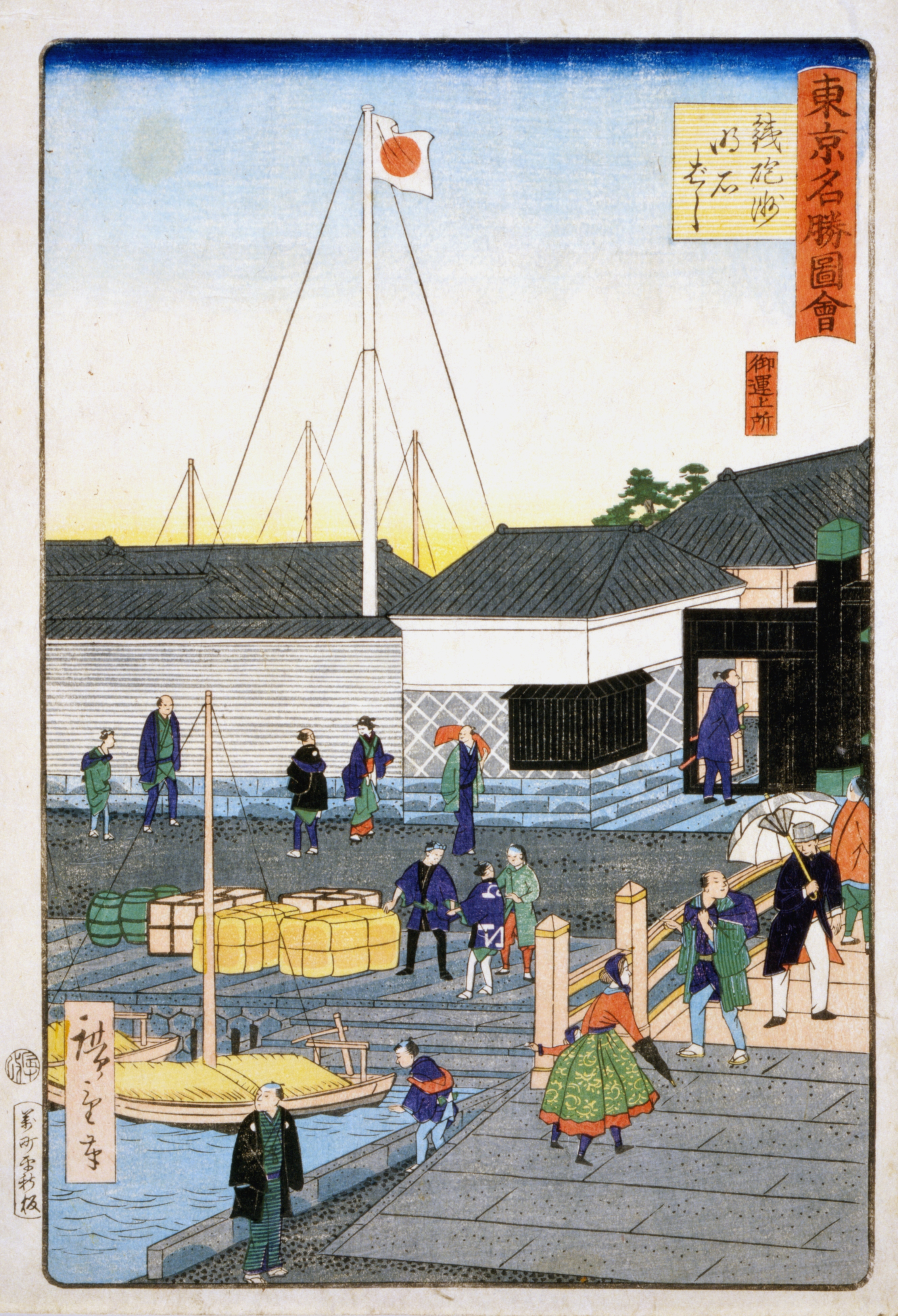
築地鉄砲洲の運上所

- 1867年（慶応3年）10月 江戸幕府により、築地鉄砲洲に運上所開設
- 1872年（明治5年）11月 運上所が税関に改称
- 1953年（昭和28年）8月 横浜税関から分離独立し、東京税関開設。東京都を管轄区域とする
- 1953年（昭和28年）9月 東京外郵出張所、立川出張所開設
- 1955年（昭和30年）8月 管轄区域に埼玉、群馬、山梨、新潟、山形の5県が加わり、横浜税関から新潟税関支署及び酒田税関支署が移管される。
- 1955年（昭和30年）10月 芝浦出張所開設
- 1964年（昭和39年）3月 本関庁舎が品川埠頭に完成
- 1964年（昭和39年）4月 新橋出張所開設
- 1966年（昭和41年）4月 晴海出張所開設
- 1969年（昭和44年）4月 前橋出張所開設
- 1970年（昭和45年）3月 貿易センタービル出張所開設、新橋出張所廃止
- 1972年（昭和47年）3月 大井出張所開設
- 1974年 (昭和49年）4月 東京航空貨物出張所開設
- 1978年（昭和53年）5月 成田税関支署開設、羽田税関支署廃止、羽田出張所開設
- 1987年（昭和62年）10月 麻薬探知犬訓練センター開所
- 1990年（平成2年）6月 山梨政令派出所開設
- 1990年（平成2年）7月 酒田税関支署山形出張所開設（山形派出所廃止）
- 1993年（平成5年）3月 新潟税関支署三条・燕政令派出所開設
- 1998年（平成10年）7月 成田航空貨物出張所開設、貿易センタービル出張所廃止
- 2000年（平成12年）9月 本関を現在の東京港湾合同庁舎へ移転
- 2002年（平成14年）4月 前橋出張所太田派出所開設
- 2004年（平成16年）7月 成田南部航空貨物出張所開設
- 2009年（平成21年）7月 新潟税関支署佐渡監視署開設開設
- 2010年（平成22年）7月 晴海出張所・羽田出張所廃止。羽田税関支署開設。
- 2013年（平成25年）7月 成田南部航空貨物出張所廃止。成田航空貨物出張所南部事務所となる。
- 2017年（平成29年）7月 芝浦出張所廃止

## 東京税関長
| 氏名        | 出身校           | 在任期間    | 前職                             | 後職                         |
| ----------- | ---------------- | ----------- | -------------------------------- | ---------------------------- |
| 大川 浩     | 東京大学法学部   | 2015年7月 - | 関東財務局金融安定監理官         | 退官                         |
| 大森 通伸   | 東京大学法学部   | 2016年6月 - | （株）商工組合中央金庫常勤監査役 | 退官                         |
| 藤城 眞     | 東京大学教養学部 | 2017年7月 - | 大臣官房審議官（関税局担当）     | 東京国税局長                 |
| 岸本 浩     | 東京大学法学部   | 2018年7月 - | 大臣官房審議官（関税局担当）     | 独立行政法人国立印刷局理事長 |
| 榎本 直樹   | 東京大学法学部   | 2020年8月 - | 大阪国税局長                     | 退官                         |
| 諏訪園 健司 | 東京大学法学部   | 2021年7月 - | 大臣官房審議官（理財局担当）     | 関税局長                     |
| 臼杵 芳樹   | 東京大学経済学部 | 2022年6月 - | 名古屋国税局長                   |                              |
| 源新 英明   | 上智大学法学部   | 2023年7月 - | 横浜税関長                       |                              |

## 管内支署・出張所
|                             |                             |                                                             | | 所在地 | 管轄 |
| --------------------------- | --------------------------- | ----------------------------------------------------------- | --- | --- | --- |
| 東京税関本関                | 東京税関本関                | 東京税関本関                                                | 東京税関本関 | 東京都江東区青海2-7-11 東京港湾合同庁舎 | 山形県 群馬県、埼玉県、千葉県（市川市（一部） 成田市、香取郡多古町、山武郡芝山町） 東京都、新潟県、山梨県 |
|                             |                             | 青海コンテナ検査センター                                    | 青海コンテナ検査センター | 東京都江東区海の森1丁目4番22号 | 山形県 群馬県、埼玉県、千葉県（市川市（一部） 成田市、香取郡多古町、山武郡芝山町） 東京都、新潟県、山梨県 |
| 城南島コンテナセンター      | 城南島コンテナセンター      | 東京都大田区城南島5丁目3番1号                               | | | 山形県 群馬県、埼玉県、千葉県（市川市（一部） 成田市、香取郡多古町、山武郡芝山町） 東京都、新潟県、山梨県 |
| 埼玉方面事務所 （保税業務） | 埼玉方面事務所 （保税業務） | 埼玉県さいたま市浦和区高砂3-17-15 さいたま商工会議所会館7階 | | | 山形県 群馬県、埼玉県、千葉県（市川市（一部） 成田市、香取郡多古町、山武郡芝山町） 東京都、新潟県、山梨県 |
| 山梨政令派出所              | 山梨政令派出所              | 山梨県甲府市丸の内1-1-18 甲府合同庁舎8階                    | | | 山形県 群馬県、埼玉県、千葉県（市川市（一部） 成田市、香取郡多古町、山武郡芝山町） 東京都、新潟県、山梨県 |
| 前橋出張所                  | 前橋出張所                  | 群馬県前橋市大手町2-3-1 前橋地方合同庁舎6階                 | 群馬県 埼玉県のうち 秩父市、本庄市、深谷市、秩父郡、児玉郡及び大里郡 | | |
|                             | 太田政令派出所              | 群馬県太田市清原町12-1 太田国際貨物ターミナル内             | 群馬県 埼玉県のうち 秩父市、本庄市、深谷市、秩父郡、児玉郡及び大里郡 | | |
| 東京航空貨物出張所          | 東京航空貨物出張所          | 千葉県市川市原木2526-4                                      | 千葉県のうち 市川市（一部） | | |
| 成田航空貨物出張所          | 成田航空貨物出張所          | 千葉県成田市駒井野字天並野2159 成田空港合同庁舎             | 千葉県のうち 成田市（一部） 香取郡多古町（一部） 山武郡芝山町（一部） | | |
|                             | 南部事務所                  | 千葉県山武郡芝山町大里字柳谷32-1                            | 千葉県のうち 成田市（一部） 香取郡多古町（一部） 山武郡芝山町（一部） | | |
| 東京外郵出張所              | 東京外郵出張所              | 東京都江東区新砂3-5-14 日本郵便株式会社東京国際郵便局内     | 東京都のうち 江東区新砂3丁目（国際郵便の業務を行う事業所内） | | |
| 大井出張所                  | 大井出張所                  | 東京都大田区東海4-1-10                                      | 東京都のうち 港区（一部） 品川区（一部） 大田区（一部） | | |
| 立川出張所                  | 立川出張所                  | 東京都立川市緑町4-2 立川地方合同庁舎6階                     | 埼玉県のうち 所沢市、飯能市、入間市、鶴ヶ島市、日高市、入間郡 東京都のうち 八王子市、立川市、武蔵野市、三鷹市、青梅市、府中市、昭島市 調布市、町田市、小金井市、小平市、日野市、東村山市、国分寺市 国立市、福生市、狛江市、東大和市、清瀬市、東久留米市 武蔵村山市、多摩市、稲城市、羽村市、あきる野市、西東京市、 西多摩郡 | | |
| 酒田税関支署                | 酒田税関支署                | 酒田税関支署                                                | 山形県酒田市船場町2-5-43 酒田港湾合同庁舎 | 山形県 | |
|                             | 山形出張所                  | 山形出張所                                                  | 山形県山形市緑町1-5-48 山形地方行政合同庁舎 | 山形県のうち 山形市、米沢市、寒河江市、上山市、村山市、長井市、天童市 東根市、尾花沢市、南陽市 東村山郡、西村山郡、北村山郡、東置賜郡、西置賜郡 | |
| 羽田税関支署                | 羽田税関支署                | 羽田税関支署                                                | 東京都大田区羽田空港2-6-4 CIQ棟 | 東京都のうち 大田区（一部） | |
| 成田税関支署                | 成田税関支署                | 成田税関支署                                                | 千葉県成田市古込字古込1-1 第2PTB | 千葉県のうち 成田市、香取郡多古町、山武郡芝山町のうち成田国際空港 （成田航空貨物出張所の管轄区域として、税関長が定める地域を除く）              | |
| 新潟税関支署                | 新潟税関支署                | 新潟税関支署                                                | 新潟県新潟市中央区竜が島1-5-4 新潟港湾合同庁舎 | 新潟県 | |
|                             | 三条燕政令派出所            | 三条燕政令派出所                                            | 新潟県三条市須頃1-17 （財）燕三条地場産業振興センター4階 | 新潟県 | |
| 東港出張所                  | 東港出張所                  | 新潟県新潟市北区横土居3870                                  | 新潟県のうち 新潟市北区、新発田市、阿賀野市、胎内市、北蒲原郡 | | |
| 新潟空港出張所              | 新潟空港出張所              | 新潟県新潟市東区松浜町3710 新潟空港ターミナルビル           | 新潟県のうち 新潟市新潟空港 | | |
| 柏崎出張所                  | 柏崎出張所                  | 新潟県柏崎市番神1-803-81                                    | 新潟県のうち 長岡市（一部）、柏崎市、刈羽郡 | | |
| 直江津出張所                | 直江津出張所                | 新潟県上越市港町1-11-20 直江津港湾合同庁舎                  | 新潟県のうち 十日町（一部）、糸魚川市、妙高市、上越市 | | |
| 佐渡監視署                  | 佐渡監視署                  | 新潟県佐渡市両津湊353-1 両津南埠頭ビル                      | 新潟県のうち 佐渡市 | | |